# L'uomo in più
L'uomo in più és una pel·lícula italiana del 2001 escrita, dirigida i creada per Paolo Sorrentino, aquí al seu debut com a director d'un llargmetratge. Es va presentar a la secció Cinema del Present a la 58a Mostra Internacional de Cinema de Venècia.

## Argument
Nàpols, 1980: Antonio Pisapia és un futbolista en el cim de la seva carrera; Tony Pisapia és un cantant pop. Tots dos semblen tenir el món als seus peus. Tony és cínic, arrogant, egocèntric; Antonio és tímid, tancat, fonamentalment ingenu i trist.
Un dia, durant un entrenament, l'Antonio pateix una greu lesió, que posa fi a la seva carrera esportiva, provocada de comú acord per part d'alguns dels seus companys, implicats en un anell d'apostes i d'arranjament de partits del qual s'havia retirat Pisapia. Uns anys després, també perd la seva dona, que el deixa per un altre home. Antonio es queda sol amb les seves obsessions. Quan té l'oportunitat d'intentar viure de nou enamorant-se d'una altra dona, hi renuncia sense motiu aparent, desapareixent sense donar més notícies.
En canvi, Tony va ser arrestat per tenir relacions sexuals amb una noia menor d'edat després d'un dels seus concerts. Encara que absolt dels càrrecs, Tony, que també té problemes de drogues, ja no troba feina i es veu obligat a fer un concert a la plaça d'un petit poble dels Abruzzo (l'escena està filmada en realitat a la província d'Avellino a San Martino Valle Caudina a 'Capiummo' o Piazza Capofiume), davant d'unes quantes persones: serà el seu darrer concert. De tornada a Nàpols, es troba casualment amb Antonio per un moment, al mercat: els dos es miren, mirant-se intensament. Poc després de veure una entrevista amb ell al programa 'Confessioni pubblici' (per a la qual es va contactar amb el mateix Tony per participar), en que parla de la seva frustració per trobar-se les portes del futbol tancades (ni tan sols va ser contractat com a ajudant de l'entrenador anomenat Molosso, que havia esmentat el seu nom, després de tornar a ser convocat per dirigir l'equip) i en què esmenta haver tingut una reunió al mercat sense poder completar la descripció, intenta contactar amb ell però en va: Antonio es va suïcidar després de l'emissió.
La setmana següent Tony va a veure el president del club de futbol, l'home que sempre s'havia negat a donar feina a Antonio, i el mata. Després va a ‘Confessioni pubblici’ i és entrevistat amb calma, deixant al descobert l’ànima.
Després de l'entrevista, surt i es troba amb la policia esperant-lo. Després d'intentar una escapada grotesca en vaixell, acaba a la presó, preparant peix per a ell i els seus companys de cel·la.

## Repartiment
- Toni Servillo: Antonio "Tony" Pisapia
- Andrea Renzi: Antonio Pisapia
- Nello Mascia: El Molosser
- Ninni Bruschetta: Genny
- Angela Goodwin: la mare de Tony
- Roberto De Francesco: Gigi Moscati
- Enrica Rosso: Elena
- Italo Celoro: Entrenador
- Marzio Honorato: Tagliaferri
- Peppe Lanzetta: Salvatore
- Rosaria De Cicco: Maria
- Beniamino Femiano: El President
- Maurizio Corvino: Palumbo
- Andrea Marrocco: Piva
- Clotilde Sabatino: Vanna
- Stefania Barca: Mònica
- Federico Torre: L'home lladre
- Monica Nappo: Verònica
- Agostino Chiummariello: Espera un moment
- Ludovica Zoina: noia menor d'edat
- Gennaro Piccirillo: Agent immobiliari

## Banda sonora
La banda sonora de la pel·lícula no s'ha publicat i, per tant, no està disponible. Aquestes són les cançons utilitzades per Sorrentino a la pel·lícula tal com s'indica als crèdits:
1. Lunghe notti da bar - cantada per Toni Servillo; (amb Paolo Sasso com a violí solista); escrita per Peppe Servillo, Nino Bruno, Paolo Sorrentino, Pasquale Catalano.
2. La notte - cantada per Toni Servillo, escrita per Peppe Servillo, Nino Bruno, Paolo Sorrentino, Pasquale Catalano.
3. Relaxing With Chet - de Piero Umiliani; interpretada per Chet Baker.
4. Prendimi con te - interpretada per A. Mori.
5. Jolene - de John McCrea i Greg Brown; interpretada per Cake.
6. Don't Let Me Be Misunderstood - de Gloria Caldwell, Sol Marcus i Bennie Benjamin; interpretada per Santa Esmeralda.
7. Just an Illusion - de T. Swain, S. Jolley, L. John, A. Ingram; interpretada per Imagination.
8. Après la pluie - escrita i interpretada per René Aubry.
9. I Will Survive - de Freddie Perren i Dino Fekaris; interpretada per Cake.
10. Je m'en fous - de M. Ciorciolini, N. Oliviero, Riz Ortolani; interpretada per Kenny Clarke i la Francy Boland Big Band.
11. Ce matin là - de Jean-Benoît Dunckel, Nicolas Godin, Patrick Woodcock; interpretada per AIR.

També s'utilitza per a l'escena de ball The Hard Disk Approach de Len.

## Reconeixements
- 2002 - David di Donatello
  - Candidatura Millor director novell a Paolo Sorrentino
  - Candidatura Millor argument a Paolo Sorrentino
  - Candidatura Millor actor protagonista a Toni Servillo
- 2002 - Ciak d'oro
  - Millor argument a Paolo Sorrentino[3]
  - Ciak d'oro Mini/Skoda Bello & Invisibile a Paolo Sorrentino
- 2002 - Nastro d'argento[4]
  - Millor direcció novell a Paolo Sorrentino
  - Candidatura Millor guió a Paolo Sorrentino
  - Candidatura Millor actor protagonista a Toni Servillo i Andrea Renzi
  - Candidatura Millor muntatge a Giogiò Franchini

## Sobre la pel·lícula
- Se suposava que la pel·lícula hauria de tenir una escena en la qual Antonio Pisapia assisteix a un curs de coaching impartit per Enzo Decaro, però l'escena va alentir la pel·lícula i es va tallar.
- Les cançons de Tony Pisapia són interpretades pel mateix Toni Servillo i escrites pel seu germà Peppe juntament amb Paolo Sorrentino.
- L'estadi on Antonio Pisapia torna al terreny de joc després de l'esclat de l'entrenador és l'San Paolo a Nàpols abans de l'inici del partit de la Serie A Nàpols - Perugia disputat el 18 de març de 2001 i que va acabara 0-0.
- El Molosso - l'entrenador interpretat per Nello Mascia- s'inspira en "Petisso" Bruno Pesaola, entrenador del Nàpols, del ACF Fiorentina campió d'Itàlia el 1969 i del Bologna.
- La formació de quatre puntes amb l' "home extra" està inspirada en l'esquema tàctic aplicat per Ezio Glerean amb la Cittadella.[5]
- La idea del personatge de Tony Pisapia, interpretat per Servillo, serà reprèn uns anys més tard (2010) pel director en la seva primera novel·la, Hanno tutti ragione: aquí el seu nom es converteix en Tony Pagoda i és el protagonista i narrador del llibre.
- El personatge d'Antonio Pisapia està inspirat (sobretot per la seva naturalesa introvertida i el seu final tràgic) en el futbolista Agostino Di Bartolomei.
- Els crèdits inicials de la pel·lícula mostren una analogia amb l'escena final de la pel·lícula Le conseguenze dell'amore, del mateix director. En ambdós casos, de fet, el focus es desplaça cap a un personatge (un home lluitant contra un pop en un cas, un amic de la infància en l'altre) totalment aliè als fets narrats a la pel·lícula però l'absència del qual és important en la caracterització psicològica del protagonista.